# Salins (Seine-et-Marne)
Salins település Franciaországban, Seine-et-Marne megyében. Lakosainak száma 1171 fő (2022. január 1.). Salins Courcelles-en-Bassée, Coutençon, Laval-en-Brie, Montigny-Lencoup és Saint-Germain-Laval községekkel határos.

## Népesség
A település népessége az elmúlt években az alábbi módon változott:
| Lakosok száma | 1029 | 1064 | 1103 | 1102 | 1138 | 1169 | 1170 | 1171 | 1171 |
|               | 2013 | 2015 | 2016 | 2017 | 2018 | 2019 | 2020 | 2021 | 2022 |